# Turquoise Tornado
Turquoise Tornado (reso graficamente TURQUOiSE TORNADO) è un EP collaborativo dei rapper american Yelawolf e con collaborazione der rapper, Riff Raff è stato pubblicato nel 9 Aprile 2021 dal Slumerican.

## Tracce
1. Mossy Oak (feat. DJ Paul) - 3:11
2. Human Lamborghini (feat. Danny Swift Garcia) - 4:42
3. Moncler Jacket (feat. Peso Peso) - 4:18
4. Alcohol & Weed (feat. Struggles Jennings) - 3:43
5. Balmain Ball Game (feat. Paul Wall) - 4:00
6. Tip Toe 4 - 4:24
7. Million Dollar Mullet (feat. Ronny J) - 3:43